# Stanisław Hejnich
Stanisław Tadeusz Hejnich (ur. 12 lutego 1894 w Wolicy, zm. 1940 w USRR) – major kawalerii Wojska Polskiego, kawaler Orderu Virtuti Militari.

## Życiorys
Urodził się 12 lutego 1894 w Wolicy, w rodzinie Kazimierza i Heleny z domu Rejb (Ryb?). Ukończył sześć klas szkoły realnej w Winnicy na Podolu. W grudniu 1914, po wybuchu I wojny światowej, został powołany do Armii Imperium Rosyjskiego. W grudniu 1915 ukończył szkołę chorążych w Saratowie. W 1917 awansował na porucznika. Był cztery razy rany. Od grudnia 1917 służył w 3 pułku ułanów I Korpusu Polskiego w Rosji.
Po odzyskaniu przez Polskę niepodległości wstąpił do Wojska Polskiego w listopadzie 1918. Służył w Dowództwie Okręgu Generalnego „Łódź”. Od 1 lipca 1920 w szwadronie zapasowym 1 pułku szwoleżerów. Następnie w trakcie wojny polsko-bolszewickiej w stopniu podporucznika został dowódcą 2. szwadronu w 201 pułku szwoleżerów. 
Po wojnie zweryfikowany do stopnia porucznika ze starszeństwem z dniem 1 czerwca 1919, a za swoje czyny otrzymał Order Virtuti Militari. Po wojnie ukończył Centrum Wyszkolenia Kawalerii. Od 1922 do 1925 nadał służył w swoim wojennym pułku, przemianowanym na 3 pułk szwoleżerów na stanowisku dowódcy szwadronu. Został awansowany do stopnia rotmistrza ze starszeństwem z dniem 1 lipca 1923. Z dniem 7 kwietnia 1925 został przeniesiony do Korpusu Ochrony Pogranicza na stanowisko dowódcy 19 szwadronu kawalerii. Z dniem 31 lipca 1930 został przeniesiony z KOP do 3 pszwol. w Suwałkach. 2 grudnia 1930 został mianowany majorem ze starszeństwem z 1 stycznia 1931 i 30. lokatą w korpusie oficerów kawalerii. W marcu 1931 został przeniesiony do 4 pułk ułanów w Wilnie na stanowisko kwatermistrza. W 1938 został przeniesiony do 26 pułku ułanów w Baranowiczach na stanowisko II zastępcy dowódcy pułku (kwatermistrza). Pozostawał na tym stanowisku do września 1939.
W czasie kampanii wrześniowej służył nadal jako zastępca dowódcy, a następnie jako dowódca 26 pułku ułanów. Walczył na Lubelszczyźnie. 
30 września w Starej Woli został aresztowany przez Sowietów w trakcie próby przekroczenia granicy z Węgrami. Był przetrzymywany w Samborze. Został zamordowany przez NKWD prawdopodobnie wiosną 1940. Jego nazwisko znalazło się na tzw. Ukraińskiej Liście Katyńskiej opublikowanej w 1994 (został wymieniony na liście wywózkowej 56/3-86 oznaczony numerem 3100, jego tożsamość została podana jako Stanisław Chejnik). Ofiary z tej części zbrodni katyńskiej zostały pochowane na otwartym w 2012 Polskim Cmentarzu Wojennym w Kijowie-Bykowni.
Był żonaty, miał syna Tadeusza (ur. 24 grudnia 1922). 

## Ordery i odznaczenia
- Krzyż Srebrny Orderu Wojskowego Virtuti Militari nr 2818 – 1921[16]
- Krzyż Walecznych dwukrotnie[17][18]
- Złoty Krzyż Zasługi[9]
- Srebrny Krzyż Zasługi – 2 września 1929 „za zasługi w służbie granicznej”[19][20]
- Medal Pamiątkowy za Wojnę 1918–1921[17]
- Medal Dziesięciolecia Odzyskanej Niepodległości[17]